# Honda en Fórmula 1
Honda participó en Fórmula 1 como constructor en dos períodos (1964-1968 y 2006-2008), este último formado después de la adquisición del equipo BAR en 2005, y como proveedor de motores en varias oportunidades.

## Como constructor

### Ingreso en Fórmula 1 (1964-68)

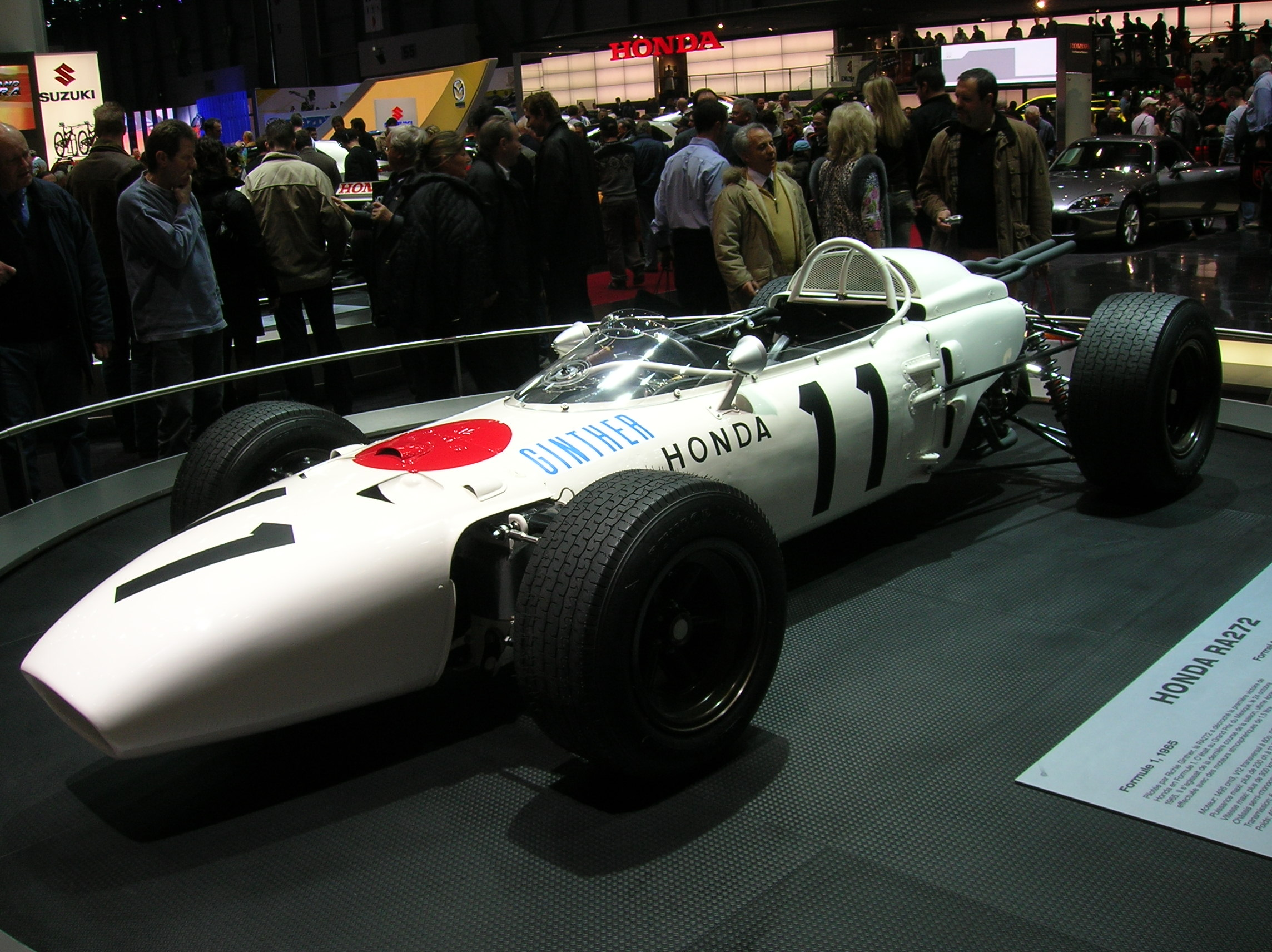
Honda RA272, primer coche japonés en ganar en Fórmula 1.

Honda participó por primera vez en Fórmula 1 en el año 1963, tres años después de haber fabricado el primer vehículo de calle. Comenzaron a trabajar en el monoplaza en el año 1962, al cual le pusieron el nombre de RA271. Honda fue uno de los primeros fabricantes que participaron en la categoría que hasta aquel momento únicamente estaba compuesta por equipos europeos, mientras todo el equipo de Honda era japonés, exceptuando a los dos pilotos estadounidenses Ronnie Bucknum y Richie Ginther. Era uno de los pocos equipos aparte de Ferrari y BRM que construían chasis propios y motor.
En el segundo año de participación obtuvieron su primera victoria gracias a Ginther en el Gran Premio de México de 1965. La siguiente victoria del equipo fue de la mano de John Surtees en el Gran Premio de Italia de 1967.
En 1968. el Honda RA301 solo alcanzó el podio dos veces. El equipo japonés desarrolló el Honda RA302 cuyo motor era refrigerado por aire. Solo apareció en el Gran Premio de Francia en donde el piloto francés Jo Schelesser falleció a bordo de ese auto en la segunda vuelta. esta tragedia más la negativa de Surtees de manejar el RA302 motivaron el retiro de Honda a finales de ese año.

### Proyecto abortado en 1999
A finales de los años 1990, Honda consideraba seriamente regresar a Fórmula 1 como constructor. yendo tan lejos como la producción de un motor y la contratación de Harvey Postlethwaite como director técnico y diseñador. Además, Honda sacó al ingeniero Kyle Petryshen de HRC para ayudar con el diseño, la implementación y la administración del nuevo motor en el nuevo chasis. Un monoplaza de prueba, el Honda RA099, diseñado por Postlethwaite y construido por Dallara, y probado durante 1999, conducido por Jos Verstappen. El equipo impresionó en las sesiones de prueba, superando a algunos equipos más experimentados y mejor financiados, incluso si estaban en su mayoría en el centro del campo. En una sesión pruebas, Postlethwaite sufrió un ataque cardíaco fatal, el proyecto fue archivado más tarde y Honda decidió simplemente volver a comprometerse como proveedor de motor de tiempo completo para BAR, a partir de 2000.

### Regreso a la categoría (2006-08)
En septiembre de 2005, Honda compró el 55% restante del equipo para manejarlo a su gusto y con el objetivo de conquistar el campeonato. Aunque la British American Tobacco, hasta ese momento dueña del equipo, siguió patrocinando el equipo en 2006. Finalmente, se decidió que el equipo se llamaría Honda Racing F1 Team.

#### 2006: retorno exitoso

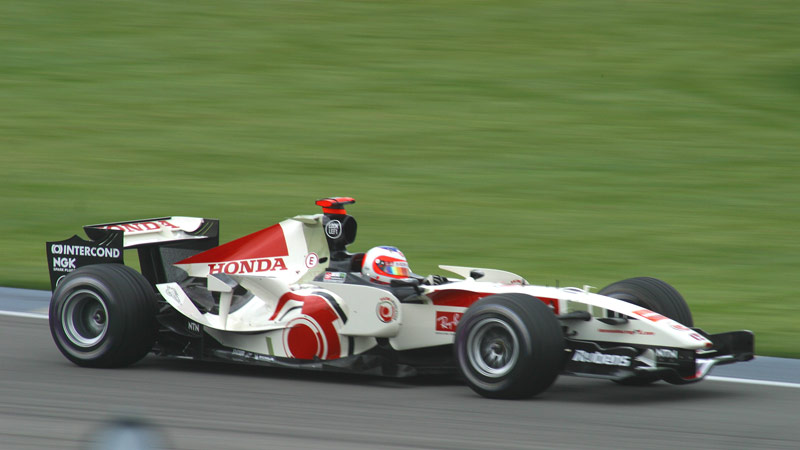
El Honda de Rubens Barrichello en el Gran Premio de EE. UU. de 2006, en el que acabó sexto.

En la temporada 2006, sus resultados no fueron del todo satisfactorios en el comienzo de la temporada. Sin embargo, poco a poco el equipo fue mejorando y en el Gran Premio de Hungría de 2006 llegó de nuevo una victoria lograda por Jenson Button, en una carrera llena de incidentes. Aquella temporada, en una brillante recta final, el equipo consiguió un total de tres podios, para acabar con 86 puntos en la cuarta posición en el Mundial de Constructores. Honda parecía estar en el buen camino para volver al éxito.

#### 2007: caída de rendimiento

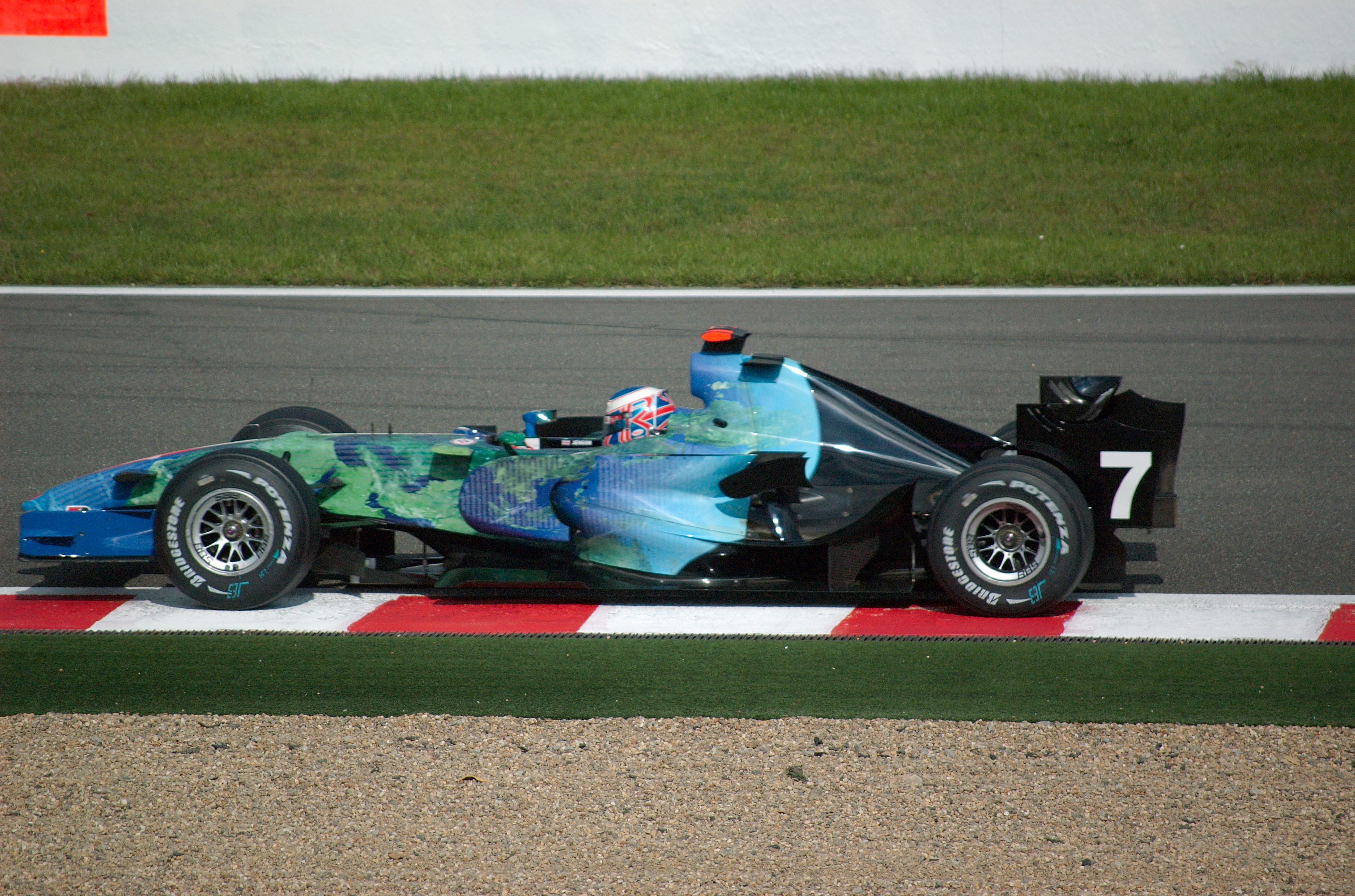
Jenson Button en el Gran Premio de Bélgica de 2007, en el cual abandonó en la vuelta 36.

A pesar del regreso positivo, en 2007 las cosas no salieron bien. El RA107 no fue nada competitivo y sufrió una primera mitad de año lamentable. A partir del GP de Francia, el equipo estrenó una versión mejorada del coche, cuyo rendimiento mejoró y permitió sumar su primer punto del año de la mano de Jenson Button en esa carrera. Pero Rubens Barrichello completó su primera temporada sin puntuar; mientras que el equipo satélite de Honda, Super Aguri, estuvo a punto de quedar por delante de él. Solo en la recta final de un campeonato para olvidar se pudo superar a la escudería de Aguri Suzuki. Finalmente, Honda acabó en octavo puesto en el mundial de constructores, con solamente 6 puntos en su haber.

#### 2008: último año
En 2008, con la incorporación del exingeniero de Michael Schumacher en Ferrari Ross Brawn al equipo, se esperaban grandes cosas, pero el inicio del campeonato no fue nada alentador. Honda sumó sus primeros puntos en Montmeló, por mediación del 6.º puesto de Jenson Button. Luego, en Mónaco y Canadá, Rubens Barrichello consigue puntuar después de su sequía en 2007.

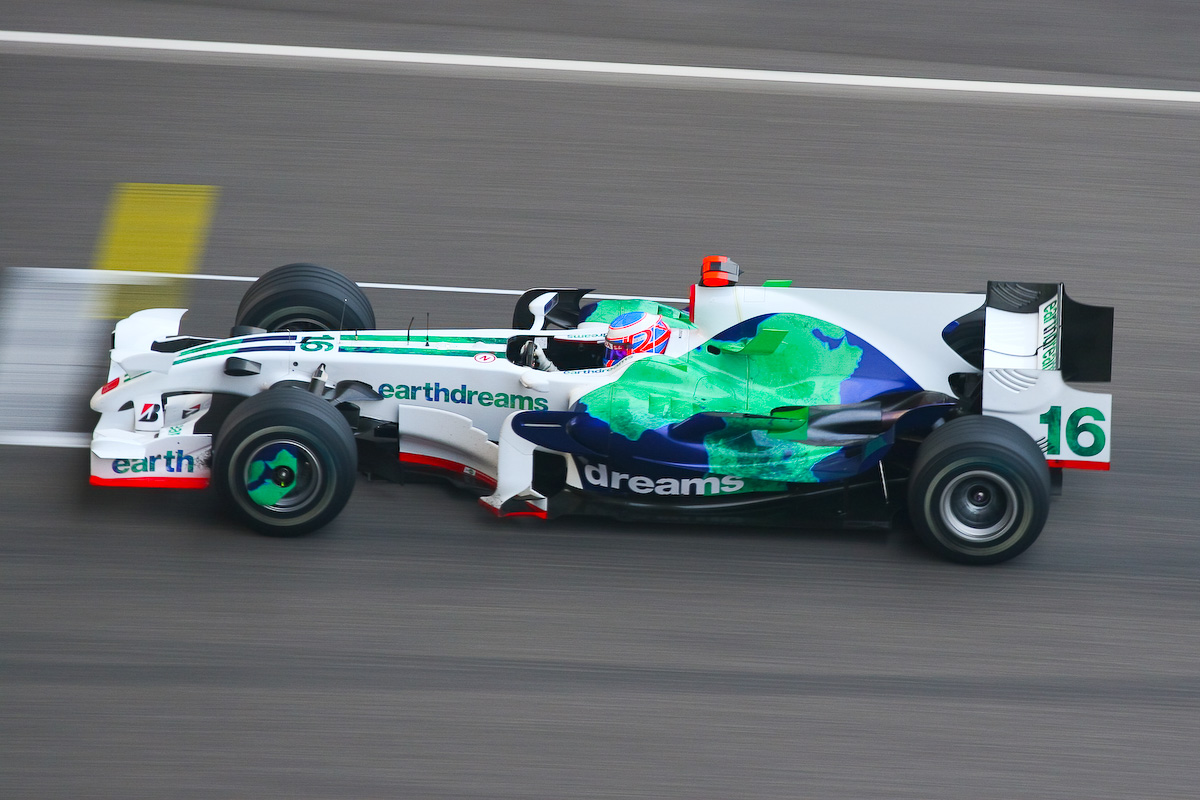
Jenson Button en el Gran Premio de China de 2008, penúltimo GP para Honda en la F1, y donde el piloto británico acabó 16.º.

En el caótico Gran Premio de Gran Bretaña, Barrichello consigue un podio para la escudería, el primero desde el Gran Premio de Brasil de 2006. Sin embargo, esos fueron los últimos puntos para el equipo, ya que el pobre rendimiento del Honda RA108 no dio para más resultados y Honda completó otro año decepcionante (9.º posición con 14 puntos).

#### Venta del equipo
El 5 de diciembre de 2008, Honda Motor Co. Ltd anuncia por sorpresa su inminente retirada de la F1 a causa de la crisis económica y la búsqueda de un posible comprador para la escudería. Las diferentes partes implicadas en el proceso (Nick Fry, Ross Brawn, Bernie Ecclestone, entre otros) se mostraban optimistas sobre el futuro de la escudería y creían que estarían en la parrilla de salida de Australia pese a la incertidumbre existente después del fatídico anuncio. Finalmente, tras incontables rumores, el equipo es adquirido por Ross Brawn por una libra esterlina el 6 de marzo de 2009, renombrándose como Brawn GP. Así, la mayoría de miembros del exequipo Honda siguió en la Fórmula 1 en 2009 bajo la denominación Brawn GP. Al final de la temporada, Brawn GP se coronaría Campeón del Mundo en Constructores y en Pilotos con el que iba a ser el Honda RA109 (el Brawn BGP 001, equipado con motor Mercedes).

## Como proveedor de motores
Después de que Honda abandonase la categoría, volvió en marzo de 1983 con el anuncio del motor de Fórmula 1 de 1500 c.c. con doble turbocompresor que equiparía a la escudería Williams. En julio, el Spirit-Honda (con chasis y motor fabricados por Honda, pero de manera no oficial) debuta en el circuito de Silverstone. En octubre, el Williams-Honda debuta en el Gran Premio de Sudáfrica y termina quinto. En 1984 llega su primera victoria en el Gran Premio de Dallas y hacia finales de la temporada siguiente obtienen tres triunfos consecutivos (Europa, Sudáfrica y Australia) y se perfilan como favoritos para 1986, temporada en que obtienen el título de constructores que se repetiría al año siguiente, donde del primero al tercer piloto en la clasificación del mundial estuvieron impulsados con motores Honda (El campeón Piquet y Mansell, ambos con Williams y Senna con Lotus). 1988 fue su temporada más exitosa con 15 triunfos sobre de 16 pruebas del campeonato mundial (ocho para Senna y siete para Prost, ambos con McLaren). Entre los equipos que usaron motores Honda se encuentran Lotus, Spirit, McLaren, Tyrrell y Williams. En total, estos equipos obtuvieron seis campeonatos de constructores, y cinco de pilotos, antes de que Honda volviera a marcharse de la F1 en 1992 ante la crisis del sector automotor y el incipiente dominio del equipo Williams-Renault. De las primeras temporadas era un comentario generalizado el recelo con que los japoneses vigilaban todos los secretos que guardaba su revolucionario motor turbo. Incluso en la fábrica Williams había un sector de ensamblaje de motores en el que solo podían entrar los nipones y por contrato, los británicos estaban impedidos de preguntar detalles técnicos. Luego del abandono de 1992, la empresa cercana a Honda pero independiente Mugen Motorsports proveyó de motores a los equipos Footwork, Team Lotus, Jordan, Ligier, Prost y British American Racing, sin el éxito espectacular del pasado, aunque consiguieron algunos podios y victorias con los equipos Ligier/Prost y Jordan. En 1999 el piloto de Jordan-Mugen Honda, Heinz-Harald Frentzen, estuvo en la lucha por el título.
Honda volvió de nuevo en 2000 como proveedor de motores para el equipo BAR. Además, proporcionó motores al equipo Jordan Grand Prix durante los años 2001 y 2002. Finalmente, Honda quiso volver a la categoría parcialmente, comprando el 45% del equipo BAR en el año 2004, cuando obtuvieron la segunda plaza en el campeonato de constructores.
Entre 2015 y 2017, motorizó nuevamente a McLaren. Desde 2019 suministra a Red Bull Racing y a su escudería filial Toro Rosso (AlphaTauri de 2020 a 2023 y Racing Bulls desde 2024) desde 2018. Dejará de suministrarlos una vez finalizada la temporada 2025.
Para la temporada 2026 Honda regresará a la Formula 1 de la mano de Aston Martin como suministrador único.

## Monoplazas
La siguiente galería muestra los diferentes modelos propios utilizados por Honda en Fórmula 1.
|                    |
| Honda RA271 (1964) |

|                    |
| Honda RA272 (1965) |

|                       |
| Honda RA273 (1966-67) |

|                       |
| Honda RA300 (1967-68) |

|                    |
| Honda RA301 (1968) |

|                    |
| Honda RA302 (1968) |

|                    |
| Honda RA106 (2006) |

|                    |
| Honda RA107 (2007) |

|                    |
| Honda RA108 (2008) |